# Mistrovství Evropy v ledolezení 2012
Mistrovství Evropy v ledolezení 2012 (anglicky UIAA Ice Climbing European Championships) proběhlo ve Švýcarském Saas-Fee (20.-21. ledna, obtížnost) a ruském Kirově (9.-10. března, rychlost), kde se současně konaly závody světového poháru v ledolezení 2012.

## Průběh závodů
doplnit

### Češi na ME
doplnit

### Výsledky mužů a žen
výsledky odečtené z výsledků SP
| obtížnost               | obtížnost               | rychlost             | rychlost                    |
| ----------------------- | ----------------------- | -------------------- | --------------------------- |
| muži                    | ženy                    | muži                 | ženy                        |
| 1. Maxim Tomilov        | 1. Angelika Rainer      | 1. Pavel Guljajev    | 1. Mariam Filippovová       |
| 2. Ivan Ljuljukin       | 2. Anna Galljamovová    | 2. Kirill Kolčegošev | 2. Marija Tolokoninová      |
| 3. Valentyn Sypavin     | 3. Marija Tolokoninová  | 3. Nikolaj Šved      | 3. Julija Olejnikovová      |
|                         |                         |                      |                             |
| 4. Patrik Aufdenblatten | 4. Lucie Hrozová        | 4. Vasily Terekhin   | 4. Jekatěrina Feoktistovová |
| 5. Alexej Děngin        | 5. Mariam Filippovová   | 5. Alexej Tomilov    | 5. Marija Krasavinová       |
| 6. Nikolaj Kuzovlev     | 6. Petra Klinglerová    | 6. Pavel Batušev     | 6. Viktoria Shabalina       |
| 7. Jevhen Kryvošejcev   | 7. Stéphanie Maureau    | 7. Jegor Trapeznikov | 7. Naděžda Galljamovová     |
| 8. Markus Bendler       | 8. Natalija Kulikovová  | 8. Vlad Golub        | 8. Natalija Kulikovová      |
| 9. Mincho Petkov        | 9. Naděžda Galljamovová | 9. Maxim Vlasov      | 9. Irina Bagaeva            |
| 10. Sergej Tarasov      | 10. Felicitas Feller    | 10. Alexej Vagin     | 10. Anastasia Maslakova     |
| ? mužů                  | ? žen                   | ? mužů               | ? žen                       |